# Ягудиил (линейный корабль, 1715)
Ягудиил — парусный линейный корабль 4 ранга, спущенный на воду в 1715 году.

## История строительства
Корабль «Ягудиил» был заложен на верфи Архангельского Адмиралтейства в 1713 году. Постройку корабля вёл корабельный мастер Выбе Геренс. «Ягудиил» был спущен со стапеля в июне 1715 года.

## Конструкция корабля
Корабль имел два дека. Вооружение корабля составляли 52 орудия калибра от 4 до 18 фунтов.

## Боевая служба
Участвовал в Северной войне. 4 июня 1719 года участвовал в сражении у о. Эзель.